# Laisse-moi partir
Albums de Nicole Martin
Ne t'en va pas Noël avec Nicole Martin
Laisse-moi partir est le 9e album studio de Nicole Martin. L'album est sorti en 1979 chez Disques Martin et est certifié « disque d’or » peu après sa parution. Au Gala de l’ADISQ de l’année 1979, il a été en nomination pour un Prix Félix dans la catégorie du « meilleur album de l'année ». La chanson titre, « Laisse-moi partir », est intronisée au Panthéon des Classiques de la SOCAN pour avoir été diffusée plus de 25 000 fois à la radio.

## Liste des titres
| No  | Titre                      | Paroles                | Musique                                      | Durée |
| --- | -------------------------- | ---------------------- | -------------------------------------------- | ----- |
| 1.  | Laisse-moi partir          | Pierre Létourneau      | Angelo Finaldi et Hovaness 'Johnny' Hagopian | 5 :04 |
| 2.  | Fais-moi confiance         | Mouffe                 | Patrick Grant et Gwen Guthrie                | 4 :26 |
| 3.  | Tu donnes et je prends     | Marie-Claire Ippersiel | Angelo Finaldi et Hovaness 'Johnny' Hagopian | 4 :14 |
| 4.  | Liberté                    | Jocelyne Berthiaume    | Angelo Finaldi et Hovaness 'Johnny' Hagopian | 4 :39 |
| 5.  | Soleil                     | Bernard Monfette       | Natalie Cole, Chuck Jackson et Marvin Yancy  | 3 :46 |
| 6.  | Qu’est-ce qu’on va faire ? | Pierre Létourneau      | Angelo Finaldi et Hovaness 'Johnny' Hagopian | 5 :05 |
| 7.  | Mon homme à moi            | Pierre Létourneau      | Germain Gauthier                             | 3 :55 |
| 8.  | Où aller ?                 | Jocelyne Berthiaume    | Angelo Finaldi et Hovaness 'Johnny' Hagopian | 4 :18 |
| 9.  | Quand on n'a que l'amour   | Jacques Brel           | Jacques Brel                                 | 4 :00 |
| 10. | Tendrement, doucement      | Marie-Claire Ippersiel | Angelo Finaldi et Hovaness 'Johnny' Hagopian | 3 :33 |

## Singles extraits de l'album
- Laisse-moi partir
- Quand on n'a que l'amour
- Tu donnes et je prends
- Soleil

## Autres informations - Crédits
- Arrangements musicaux : Angelo Finaldi, Denis Lepage, Jerry De Villiers, Hovaness 'Johnny' Hagopian
- Graphisme : Roger Belle-Isle
- Photographies : Daniel Poulin
- Producteur : Yves Martin
- Enregistrement, ingénieur du son : Pete Tessier